# Kalmückische Hymne
Die Kalmückische Hymne (kalmückisch: Хальмг Таңһчин частр Chalmg Tanghtschin tschastr, „Hymne der Republik Kalmückien“) ist die regionale Hymne der russischen autonomen Republik Kalmückien.
Die Musik ist von Arkadi Mandschijew, der Text von Wera Schurgajewa.